# Richie Sambora
Richard Stephen « Richie » Sambora, né le 11 juillet 1959 à Perth Amboy dans le New Jersey aux États-Unis, est un guitariste, chanteur, producteur, parolier et compositeur américain. Il est principalement connu pour avoir été pendant 30 ans le guitariste du groupe de rock Bon Jovi. Sambora et le chanteur Jon Bon Jovi ont formé l'unité principale d'écriture des chansons pour ce groupe.
Richie Sambora est aussi un artiste solo avec trois albums à son actif : Stranger in This Town en 1991, Undiscovered Soul en 1998 et Aftermath of the Lowdown en 2012.
En 2018, Sambora a été intronisé dans le Rock and Roll Hall of Fame en tant que membre de Bon Jovi.

## Jeunesse
Richard Stephen Sambora est le fils de Joan et d'Adam C. Sambora, exerçant respectivement les métiers de secrétaire et de contremaître d'usine. Sambora est d'origine polonaise et a été élevé catholique,. Son éducation catholique le suit encore aujourd'hui puisqu'il est toujours très croyant. On peut d'ailleurs souvent le voir porter de grandes croix sur scène lors de ses concerts, ainsi que sur un de ses tatouages. Il a grandi à Woodbridge, dans le New Jersey, ville dans laquelle il a une rue à son nom « Richie Sambora Way ». Il fréquente l'école secondaire de la ville, où il obtient son diplôme en 1977. Il joue au basketball au lycée, où, en deuxième année, son équipe remporte un titre d'État en 1975.
Le premier instrument offert à Richie est un accordéon avec lequel il commence à jouer dès l'âge de 6 ans. Il apprend la guitare à l'âge de 12 ans après la mort de Jimi Hendrix en 1970. Dès ses débuts, Sambora s'inspire essentiellement du blues et du rock and roll des années 1960. Ses influences les plus importantes sont les Beatles, Eric Clapton, Jimi Hendrix, Jeff Beck, Stevie Ray Vaughan, Johnny Winter, Jimmy Page, Joe Perry, Joe Kmiecik, George Harrison et B.B. King. Il a un goût prononcé pour la musique classique espagnole. De plus, il déclare que la chanteuse de soul psychédélique Janis Joplin a eu une grande influence sur son style musical au cours de sa carrière. Sambora joue également de nombreux autres instruments, tels que la batterie, la basse, le saxophone, le piano, etc. 
Lorsqu'il est adolescent, il monte pour la première fois sur scène à la Catholic Youth Organization de Chicago.

## Carrière musicale

### Débuts musicaux
Sambora entame sa carrière comme guitariste pour le groupe Message, et avec ce groupe sort un disque indépendant, qui est réédité en 1995 sous le nom de Message, et en 2000 en tant que Lessons. Il rentre plus tard dans le groupe Mercy, signé sous le label de Led Zeppelin. Il enchaîne les prestations dans des petits groupes : Duke Williams & the Extremes, Richie Sambora & Friends, etc. Il est copropriétaire d'un club dans le New Jersey et, à 19 ans, il monte son propre label indépendant, Dream Disc Records. Sa première tournée professionnelle a lieu en se produisant en première partie de Joe Cocker au début des années 1980. Peu de temps avant de rejoindre Bon Jovi en 1983, Sambora auditionne sans succès pour le groupe Kiss, pour remplacer Ace Frehley.

### L'aventure Bon Jovi

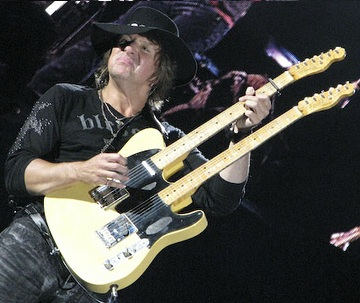
Sambora avec sa Fender Telecaster à double manche, en concert avec Bon Jovi en 2008

Le groupe Bon Jovi contacte Sambora pour remplacer le guitariste principal Dave Sabo. Sambora assiste à un live de Bon Jovi, et après avoir été impressionné, il s'approche du leader Jon Bon Jovi et lui dit qu'il pense qu'ils devraient travailler ensemble. Ils s'entendent immédiatement comme de bons amis, et Sambora est invité à une répétition. Au moment où Jon arrive, le chanteur est comblé et Sambora est embauché sur place.
Le groupe connaît le succès très tôt après seulement 3 ans d'existence. 12 albums studios sont délivrés, 2700 concerts au cours de longues tournées sont donnés aux quatre coins du monde. La bande à Jon et Richie écoule pas moins de 130 millions de disques au cours de leur collaboration avec des morceaux phares comme Livin' on a Prayer, Always ou encore It's My Life.
Toutefois, Sambora quitte le groupe avant un concert à Calgary au cours de la tournée Because We Can Tour en 2013, et ne souhaite plus rejouer avec Bon Jovi. En 2016, Sambora a déclaré que la raison principale qui l'a poussé à quitter le groupe était de donner plus d'attention à sa famille. « J'avais vraiment besoin de prendre le temps d'être avec ma fille », a-t-il déclaré. « Elle avait besoin de moi et j'avais besoin d'elle, en fait. »
Une exception est faite le 14 avril 2018 lors de l'intronisation du groupe au Rock and Roll Hall of Fame à Cleveland.

### Projets en solo
En 1991, Le premier album solo de Sambora est mis en vente, Stranger In This Town, un album influencé par le blues qui se classe en 36e position du Billboard 200 et 20e dans les charts au Royaume-Uni. Le premier single, Ballad Of Youth, a atteint la position no 63 du Billboard Hot 100 des États-Unis et la 59e au Royaume-Uni. One Light Burning est publié en tant que deuxième single et le morceau éponyme Stranger In This Town en tant que troisième attire vraiment l'attention en se classant 38e dans les charts rock Mainstream. Eric Clapton joue la guitare principale sur le single promo Mr Bluesman, soutenu par Sambora sur des guitares acoustiques. Il a fait une courte tournée américaine pour promouvoir l'album, avec Tony Levin (basse), Dave Amato (guitare), Crystal Taliefero (percussions) et les membres du groupe Bon Jovi, Tico Torres (batterie) et David Bryan (claviers).
Undiscovered Soul, le deuxième album solo de Sambora, sort en 1998. L'album est produit par Don Was. L'album est enregistré en 174e position du Billboard 200 et en 24e position dans les charts britanniques. Le premier single Hard Times Come Easy se classe en position 39 dans les charts rock Mainstream et en position 37 au Royaume-Uni, le second single In It For Love s'hisse en 58e position dans ce même pays. La chanson titre Undiscovered Soul et Made in America sortent également en tant que singles. Pour appuyer la sortie du disque, Sambora lance une tournée passant par le Japon, l'Australie et l'Europe à l'été 1998, accompagné de Richie Supa (guitare), Ron Wikso (batterie), Kasim Sulton (basse), Tommy Mandel (claviers), Everett Bradley (percussions, au Japon seulement), Gioia Bruno (percussions, en Australie uniquement) et Crystal Taliefero (percussions, en Europe uniquement).
En 2001, Sambora sort un single pour une bande originale de film On The Line qui s'intitule Take Me On.
Quatorze années après la sortie de son dernier disque, Sambora annonce sur sa page Twitter que l'enregistrement de Aftermath of the Lowdown est terminé avec l'espoir que l'album soit publié en juillet 2012. Des photographies de Sambora en studio sont notamment publiées. Le nouvel album est produit par Luke Ebbin, qui a notamment participé à la conception des albums Crush et Bounce de Bon Jovi. Aftermath of the Lowdown sort en septembre 2012. L'album se classe 10e dans le Top Hard Rock, 149e au Billboard 200 et 35e dans le hit-parade britannique.

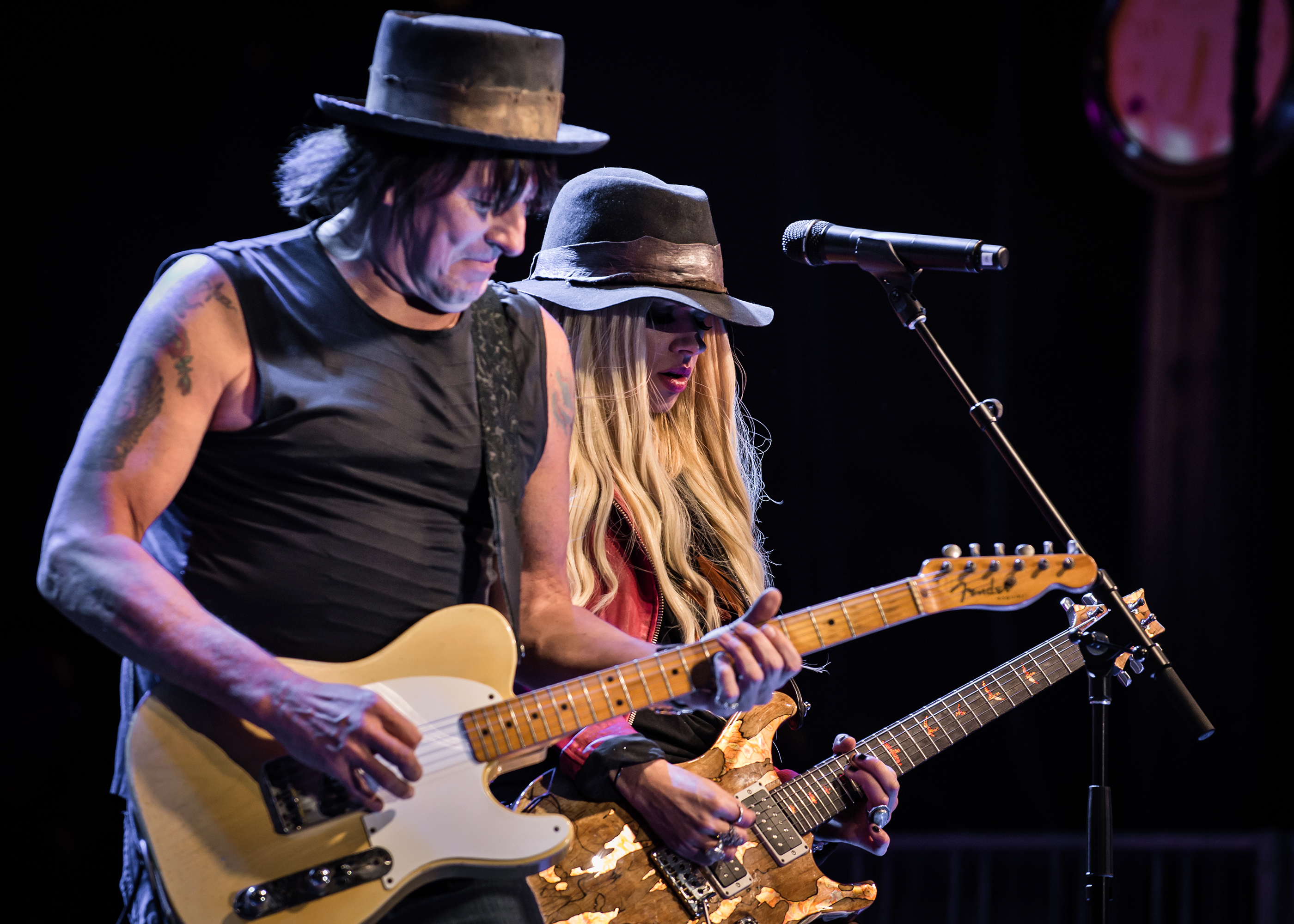
Richie Sambora et Orianthi NAMM Show de janvier 2017.

Le morceau Every Road Leads Home to You sort en tant que single pour l'album et présente un clip vidéo. La chanson est également présentée comme l'une des pistes bonus de l'album What About Now de Bon Jovi. Un single en édition spéciale, I'll Always Walk Beside You, mettant en vedette Alicia Keys, sort en tant que deuxième single de l'album. Tous les profits de la vente du single en édition spéciale sont reversés à la Croix-Rouge pour les dommages causés par l'ouragan Sandy. Le titre Sugar Daddy est publié en tant que single promotionnel et un clip est réalisé pour la chanson Taking a Chance on the Wind.
En 2013, après son départ de Bon Jovi, Sambora sort le single Come Back As Me.
Sambora annonce en 2015 qu'il travaille sur un nouvel album en collaboration avec sa petite amie, la guitariste Orianthi. En 2016, ils jouent ensemble en tant que RSO (Richie Sambora & Orianthi) en Australie, en Amérique du Sud et en Angleterre, en première partie pour le supergroupe de rock Bad Company. En septembre 2017, RSO sort un EP de cinq chansons, intitulé Rise.

## Vie personnelle
Richie se marie avec l'actrice Heather Locklear le 17 décembre 1994, à l'église américaine de Paris. Ils ont une fille ensemble, Ava Elizabeth Sambora qui est née le 4 octobre 1997. Ils divorcent en février 2007 ; peu après, il rompt également avec l'actrice Denise Richards, amie de longue date du couple. 9 ans plus tard, le père de Richie décède d'un cancer des poumons un 20 avril.
Ses passe-temps sont le basket-ball, le jet-ski, et les balades en bateau.
Il possède trois tatouages : une petite étoile sur sa main droite, un autre sur son bras droit représentant une guitare ailée avec les mots Who Dares Wins (Qui Ose Gagne) et une croix avec une rose sur son bras gauche avec les mots God (Dieu) et Faith (foi).
Il est daltonien : il ne différencie pas le rouge du brun.

## Instruments et équipement musical

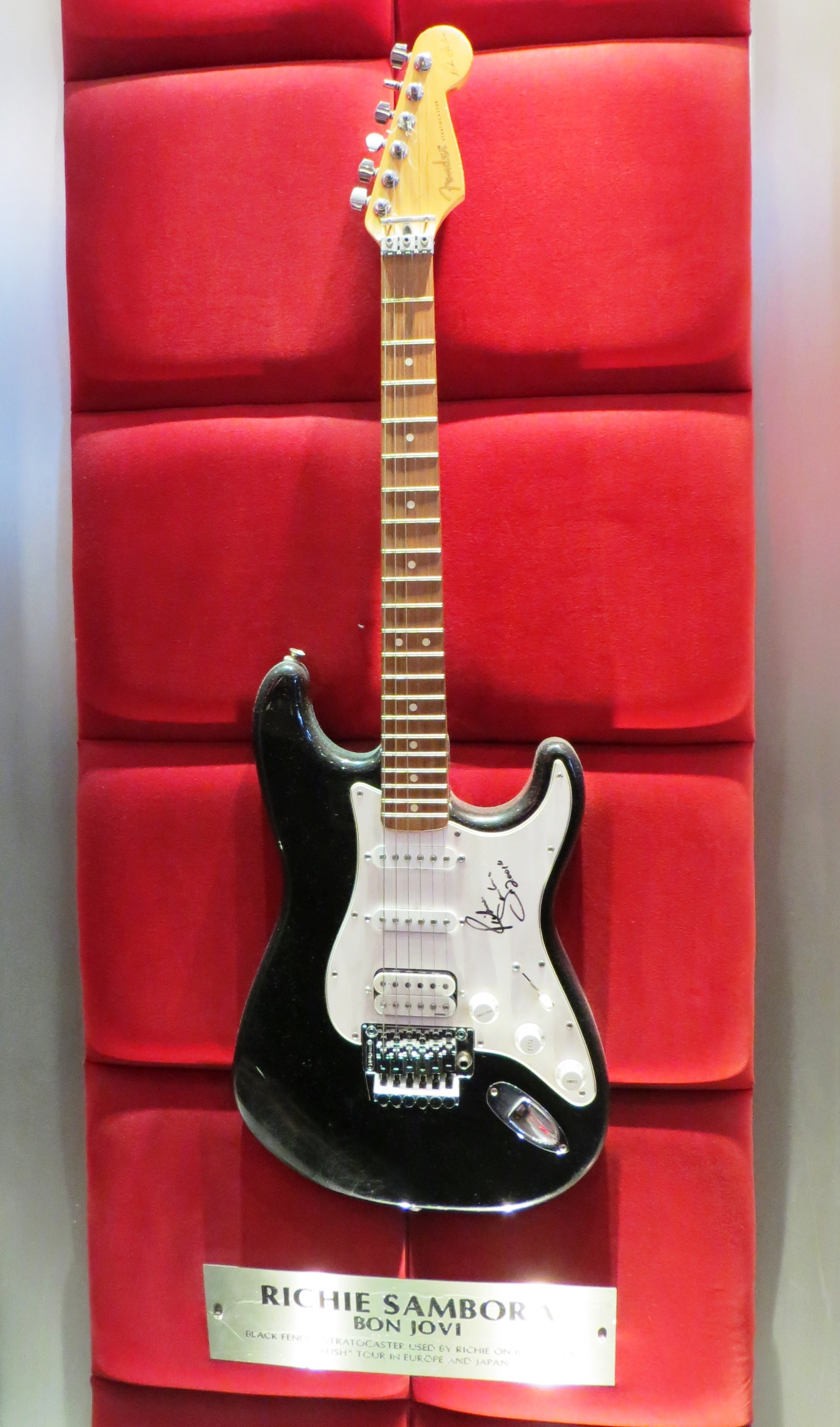
La Fender Stratocaster du guitariste au Hard Rock Cafe de Londres

Sambora est connu pour avoir utilisé une grande variété d'équipements musicaux tout au long de sa carrière. Il possède une vaste collection de guitares, avec plus de 130 instruments.Il dit qu'il joue sur absolument chacune d'entre elles, qu'il ne considère pas une guitare comme un objet de collection.
Voici une liste non exhaustives des modèles possédés par le guitariste, : 
- Gibson ES-335
- Gibson Junior
- Gibson Standard
- Gibson Junior "Signature" John Lennon
- Gibson Classic
- Gibson SG
- Gibson Explorer 2007
- Gibson Custom Blackie (1957)
- Gibson "Signature" Rod Schoepfer
- Gibson L5S Custom black prototype serial number CS30164
- Gibson Gold Top
- Gibson ES5 SwitchMaster
- Gibson SG TV Junior (1963)
- Gibson Korina Flying V Heritage
- Fender Telecaster (1951)
- Fender Telecaster Kantor Black Dog
- Fender Kantor Kentucky Derby
- Fender Kantor Breeders Cup
- Fender Kantor Kentucky Derby (2015)
- Fender Kantor Kentucky Derby (2016)
- Fender 0339

- Fender "Signature" Tod Krause TK100
- Fender "Signature" Tod Krause Gold
- Fender "Signature" Tod Krause White Relic (Crush Tour)
- Fender Stratocaster à double manche RS08 (1992-1993)
- Fender Stratocaster à double manche RS09 (1992-1993)
- Fender Telecaster à double manche
- Fender  telecaster masterbuilt prototype C.Fleming 72 R24206 blue sparkle
- Fender RSTT1 (1996)
- Fender 7-11-59 (1991)
- Fender RS102
- Fender RS97 (1997)
- Fender RS12
- Fender RS103
- Fender RS100 (1991)
- Fender RS101 (1991)
- Fender RS14 (1996)
- Fender 0339
- Fender RS06 (1992)
- Fender RS11 (1993)
- Fender RS10 (1992)
- Fender "Signature" Mary Kay
- Fender "Signature" Black Paisley (Prototype)
- Ovation acoustique à double manche (Richie Sambora)
- Ovation acoustique à triple manche (Richie Sambora)
- Ovation à 12 cordes
- Rockbridge à double manche
- Rockbridge SJ
- Rockbridge 0
- Taylor acoustique à double manche
- Taylor acoustique à 6 cordes (Prototype)
- Taylor acoustique à 12 cordes (Prototype)
- 3 modèles de ESP SA-2 (blanche, noire, sunburst)
- 16 modèles de Kramer (Jersey Star, Peace Sign, Purple Peace Sign, Slippery When Wet, Bad Medicine, Richie Tattoo Model, Red Quilt Top, Red Burgandy, Black Schoepher, Cherry Burst, Richies Black, White Sambora, White Gold Hardware White Black Hardware, Custom White)
- Kramer Custom à double manche
- Hamer Scepter
- Hamer Custom Standard
- Epiphone Sheraton 212T (1959)
- Ampeg Dan Armstrong Plexi Electric Guitar
- Dommenger Mastercaster Gold
- Guild X-82 Nova
- Paoletti Stratospheric Wine
- Olympus MountainCaster
- Zemaitis "Signature" Sambora
- Jackson Custom

## Discographie

### Solo
Albums Studio
En 2005, il a déclaré avoir enregistré quatorze chansons pour un troisième album solo qu'il comptait sortir en 2007, mais avec l'actualité de Bon Jovi, son divorce et le décès de son père, ce disque n'est jamais paru.
Singles
- 1991 : Ballad of Youth
- 1991 : One Light Burning
- 1991 : Stranger in This Town
- 1991 : Mr. Bluesman
- 1991 : The Answer
- 1991 : Rosie
- 1998 : Hard Times Come Easy
- 1998 : In It for Love
- 1998 : Undiscovered Soul
- 1998 : Made in America
- 2012 : Every Road Leads Home to You
- 2012 : I'll Always Walk Beside You
- 2012 : Sugar Daddy
- 2013 : Come Back as Me

### Avec le groupe Shark Frenzy
- 2004 : Shark Frenzy (Sanctuary Reccods)

### Avec le groupe Message
- 1980 : Message (label inconnu)
- 1995 : Message (Long Island Records)
- 2000 : Lessons (Escape Music)
- 2006: Message Live (Two Sun Songs)

### Avec la chanteuseCher
- 1987 : Cher (Geffen Records)

### Avec le compositeurDesmond Child
- 1991 : Discipline (Elektra)

### Avec le groupeBon Jovi
Albums Studio
- 1984 : Bon Jovi
- 1985 : 7800° Fahrenheit
- 1986 : Slippery When Wet
- 1988 : New Jersey
- 1992 : Keep the Faith
- 1995 : These Days
- 2000 : Crush
- 2002 : Bounce
- 2005 : Have a Nice Day
- 2007 : Lost Highway
- 2009 : The Circle
- 2013 : What About Now

Compilations
- 1991 : Hard & Hot
- 1994 : Cross Road
- 2001 : Tokyo Road: Best of Bon Jovi
- 2003 : This Left Feels Right
- 2010 : Greatest Hits

Album Live
- 2001 : One Wild Night Live 1985-2001
- 2012 : Inside Out

Coffret
- 2004 : 100,000,000 Bon Jovi Fans Can't Be Wrong

### Autres
Il a collaboré avec de nombreux artistes, notamment : 
- Nombreuses sessions comme musicien de studio dès 1978 à New York.
- Composition pour l'album Wildside de Loverboy (1987).
- Have you seen me lately? de Sam Kinison (1988)
- Un titre coécrit sur l'album If you can't lick'em… Lick'em de Ted Nugent (1988)
- à la composition et à la guitare sur l'album Trash d'Alice Cooper (1989)
- coproducteur de Gorky Park de Gorky Park (1989)
- Sur la BO du film The Adventures Of Ford Fairlane (1990)
- sur la compilation Guitars that rule the world (1991)
- Composition et Guitares sur deux titres de l'album Ca ne change pas un homme de Johnny Hallyday (1991)
- sur Love's Alright d'Eddie Murphy.
- sur Rockhead de Rockhead (1992).
- sur l'album Muddy Water Blues - A tribute to Muddy Waters de Paul Rodgers (1993).
- sur la compilation The Glory Of Gershwin (1994).
- sur la chanson Forever de Takashi Sorimachi pour le drama Beachboys (1997).
- sur le titre Whisper de l'album Sunset du groupe français Superbus en 2012.

Et Richie a notamment composé des musiques de publicité (comme pour la bière Michelob, pour Snapple Iced Tea…). Plus récemment à l'occasion du 90e anniversaire de Les Paul, il a participé à l'album hommage American Made World Played.